# Corsa allo Stelvio
La Corsa allo Stelvio (in tedesco Stilfserjochrennen) è stata una corsa automobilistica di velocità su strada in salita.

## Percorso
La prima edizione del 1926 prevedeva la scalata del Passo dello Stelvio da Spondigna su di un percorso di 27,500 chilometri; nelle seguenti edizioni, dal 1932 al 1939, la partenza venne fissata a Trafoi con arrivo sempre al Passo dello Stelvio dopo 14 chilometri.

## Albo d'oro
Elenco dei vincitori della corsa.
| Anno | Pilota           | Vettura       |
| ---- | ---------------- | ------------- |
| 1926 | Sigismondo Mangi | Fiat          |
| 1932 | Hans Stuck       | Mercedes-Benz |
| 1933 | Mario Tadini     | Alfa Romeo    |
| 1934 | Mario Tadini     | Alfa Romeo    |
| 1935 | Mario Tadini     | Alfa Romeo    |
| 1936 | Mario Tadini     | Alfa Romeo    |
| 1938 | Piero Dusio      | Alfa Romeo    |
| 1939 | Mario Tadini     | Alfa Romeo    |